# Panerema szelenyiana
Panerema szelenyiana är en stekelart som först beskrevs av Fischer 1974.  Panerema szelenyiana ingår i släktet Panerema och familjen bracksteklar. Inga underarter finns listade i Catalogue of Life.